# Chiesa di San Dalmazio (Triora)
La chiesa di San Dalmazio è stato un luogo di culto cattolico situato nel comune di Triora, in via San Dalmazio, in provincia di Imperia.

## Storia e descrizione
L'edificio, già menzionato nel 1261, sarebbe stato eretto dai monaci benedettini presenti nella loro opera di evangelizzazione nella valle Argentina.
Al suo interno è custodito un pregiato dipinto raffigurante San Pietro Nolasco durante la celebrazione della Messa.